# 993 Moultona
993 Moultona је астероид главног астероидног појаса са средњом удаљеношћу од Сунца која износи 2,861 астрономских јединица (АЈ). 
Апсолутна магнитуда астероида је 11,8 а геометријски албедо 0,113.